# Stade Mohamed-Boumezrag
Le stade Mohamed-Boumezrag (en arabe : ملعب محمد بومزراق), est un stade olympique situé à Chlef, en Algérie, construit dans les années 1970, baptisé le 1er novembre 1989 du nom du joueur: Mohamed Boumezrag, un natif de la ville, sa capacité est de 25 000 spectateurs. Le stade accueille les matchs de La ligue 1 algérienne et de la Coupe d'Algérie de football.

## Dénomination
Le 1er novembre 1989, un tournoi international de football est organisé à Chlef à l'occasion de la dénomination du stade olympique au nom de Mohamed Boumezrag.

## Rénovation
Le stade a été fermé pour longtemps après le tremblement de terre d'El-Asnam (1980). Le stade est doté d'une pelouse en gazon naturel en 1989 mais en 2004 après une nouvelle période de fermeture, il a connu une opération de rénovation et le terrain a été revêtu d'un gazon synthétique. Le stade s'est doté également d'une piste d'athlétisme.
Le stade est doté d'un système d'éclairage à la suite de travaux de rénovation qui se sont achevés en juillet 2008. Les travaux réalisés par l'entreprise Condor ont duré 4 mois et ont coûté 90 000 000,00 DA, ils ont porté sur l'installation de grands pylônes aux quatre coins du stade de 42 projecteurs chacun, et un groupe électrogène de 400 Kva. 
En septembre 2009, des travaux d'aménagement ont été réalisés en prévision du lancement du 1er championnat professionnel. Les travaux ont coûté 11 000 000,00 DA et ont ciblé l'aire de jeu, les gradins et les vestiaires.
Une nouvelle opération de rénovation a eu lieu en 2014, la pelouse du stade a été remplacée par une nouvelle en gazon synthétique de dernière génération. L'opération de rénovation a coûté 30 000 000,00 DA,.

## Complexe sportif Mohamed Boumezrag
Le stade fait partie d'un complexe sportif qui abrite dans son enceinte une piscine olympique, un hôtel et des terrains de football en gazon naturel.

## Évènements sportifs

### Matchs de football importants
- Le 8 juin 2004, Le stade accueille le match entre l'Union sportive de la médina d'Alger et le Mouloudia Club oranais (football) (1/2 finale de la Coupe d'Algérie de football 2003-2004)[10].

- Le 3 avril 2009, il accueille une rencontre entre l'Association sportive olympique de Chlef et l'Étoile sportive du Sahel pour le compte du second tour éliminatoire de la Ligue des champions de la CAF[11].

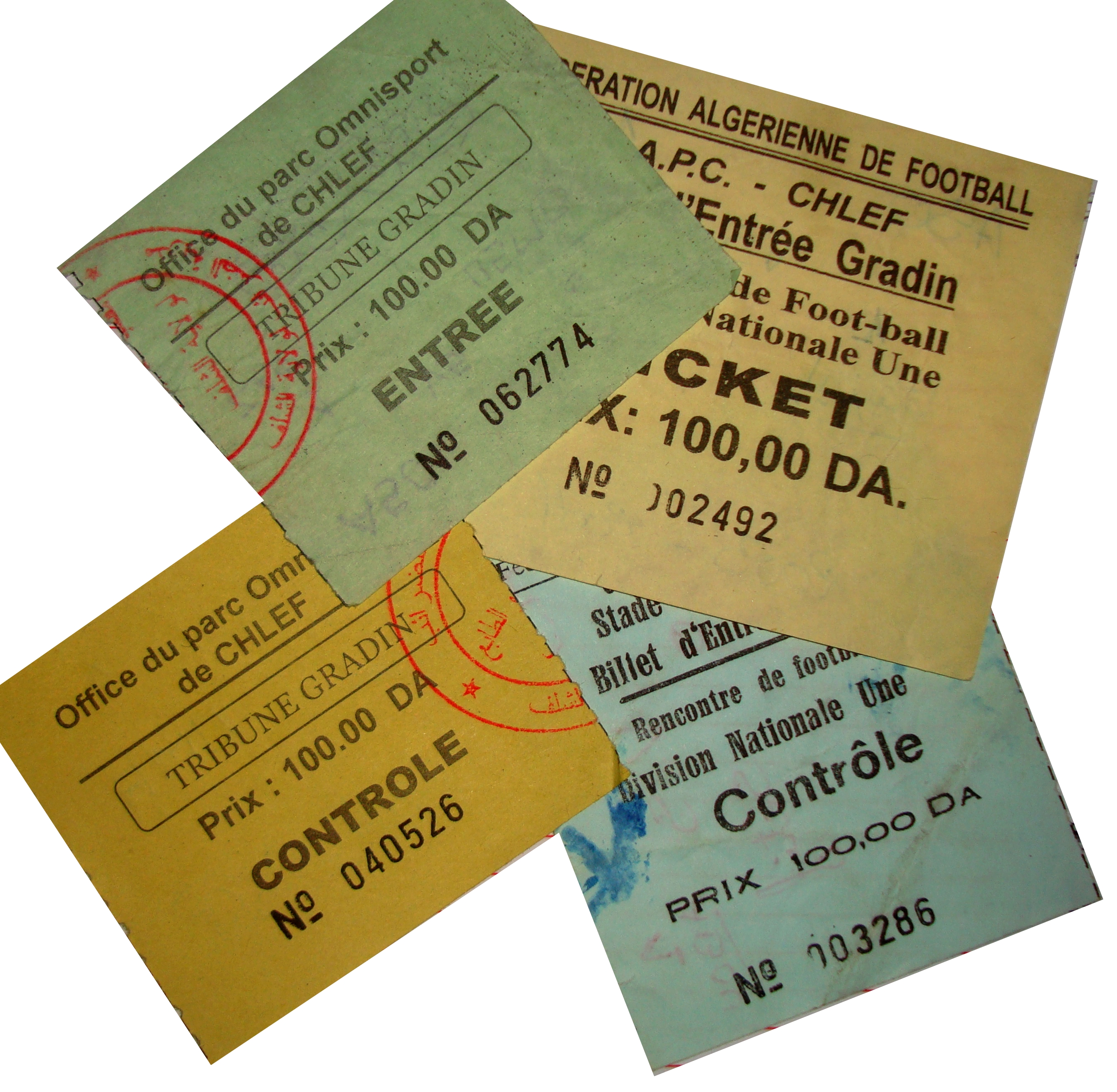
Tickets d'entrée au stade Boumezrag à Chlef (Matchs de l'ASO Chlef, Division Nationale Une, Saison 2004/2005)

- Le 7 juillet 2012, il accueille une rencontre en phase de poules de la Ligue des champions de la CAF entre l'Association sportive olympique de Chlef et l'Étoile sportive du Sahel[12].
- Le 15 septembre 2012, il accueille le match retour de la phase de poules de la Ligue des champions de la CAF entre l'Association sportive olympique de Chlef et l'Espérance sportive de Tunis[13].
- Le 17 avril 2015, il accueille le match aller des huitièmes de finale de la Coupe de la confédération entre  l'Association sportive olympique de Chlef et le Club africain[14].

| Date              | Compétition                           | Équipe 1  | Équipe 2                    | Score         |
| ----------------- | ------------------------------------- | --------- | --------------------------- | ------------- |
| 8 avril 2004      | Coupe d'Algérie de football 2003-2004 | USM Alger | MC Oran                     | 0-0 tab (5-3) |
| 3 avril 2009      | Ligue des champions de la CAF         | ASO Chlef | Étoile sportive du Sahel    | 0 - 0         |
| 7 juillet 2012    | Ligue des champions de la CAF         | ASO Chlef | Étoile sportive du Sahel    | 0 - 1         |
| 15 septembre 2012 | Ligue des champions de la CAF         | ASO Chlef | Espérance sportive de Tunis | 1 - 0         |
| 17 avril 2015     | Coupe de la confédération             | ASO Chlef | Club africain               | 1 - 1         |

### Matchs internationaux de football
Le 16 novembre 1989, le stade Boumezrag a accueilli une rencontre amicale entre l'Équipe d'Algérie (Espoirs) et l'Équipe de France espoirs de football. Le score se termina par 3 à 0 en faveur des français. L'équipe algérienne était entrainée par Hacène Lalmas, l'équipe de France était composée en grande partie des joueurs qui ont remporté la Coupe du monde de football de 1998, on cite Marcel Desailly et Youri Djorkaeff.
| Date             | Compétition | Équipe 1 | Équipe 2 | Score |
| ---------------- | ----------- | -------- | -------- | ----- |
| 16 novembre 1989 | Amical      | Algérie  | France   | 0 - 3 |

### Tournoi international de football
Un tournoi international amical a été organisé en deux jours le 1er novembre 1989, comprenant les équipes de l'Association sportive des FAR (Forces Armées Royale marocaines), La Marsa de Tunisie, la Jeunesse sportive de Kabylie et l'équipe locale ASO Chlef. Le titre a été remporté par l'équipe marocaine,.

### Jubilés
Le stade Boumezrag a abrité un nombre de jubilés et de fêtes sportives pour honorer des anciens joueurs de l'ASO Chlef.
| Date            | Joueurs honorés                  | Équipe 1              | Équipe 2                 |
| --------------- | -------------------------------- | --------------------- | ------------------------ |
| 14 mai 2016     | M’hamed Bouhella et Bachir Tahar | MCA (des années 1970) | Une sélection de l’Ouest |
| 18 mai 2013     | Fodil Megharia et Hamouda        | EN 1980               | EN 1990                  |
| 12 juillet 2012 | Hamouni Abdellah                 | EN 1982               | ASO (des années 1980)    |
| 4 juin 2009     | Meksi Mustapha                   | EN 1982               | ASO (des années 1980)    |

## Desserte en transports

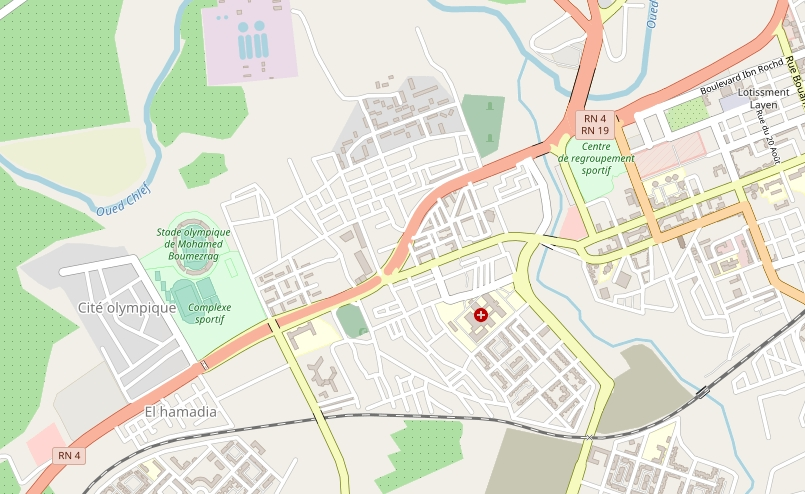
Réseau routier menant au stade Boumezrag à Chlef

La zone du stade Boumezrag est desservie par le réseau de bus de l'entreprise de transport urbain de Chlef (ETUC) par la ligne allant de la Gare routière (SOGRAL) vers La gare ferroviaire. La gare routière se trouve à 1,3 km du stade (15 minutes à pied) et la gare ferroviaire à 5 km. En voiture, le stade est accessible depuis la RN4 et l'Autoroute Est-Ouest en prenant la sortie «Chlef Ouest» (Distance 8 km). Le stade dispose d'un parking gratuit.
L'Aéroport international de Chlef quant à lui se trouve à 11 km du stade.

## Hébergement
L'hôtel El Hadef (3 étoiles) se trouve à 100 m au nord du stade Boumezrag. L'hôtel du complexe olympique se trouve à 850 m (10 minutes à pieds) au sud du stade Boumezrag au bord de la RN4.

## Galerie

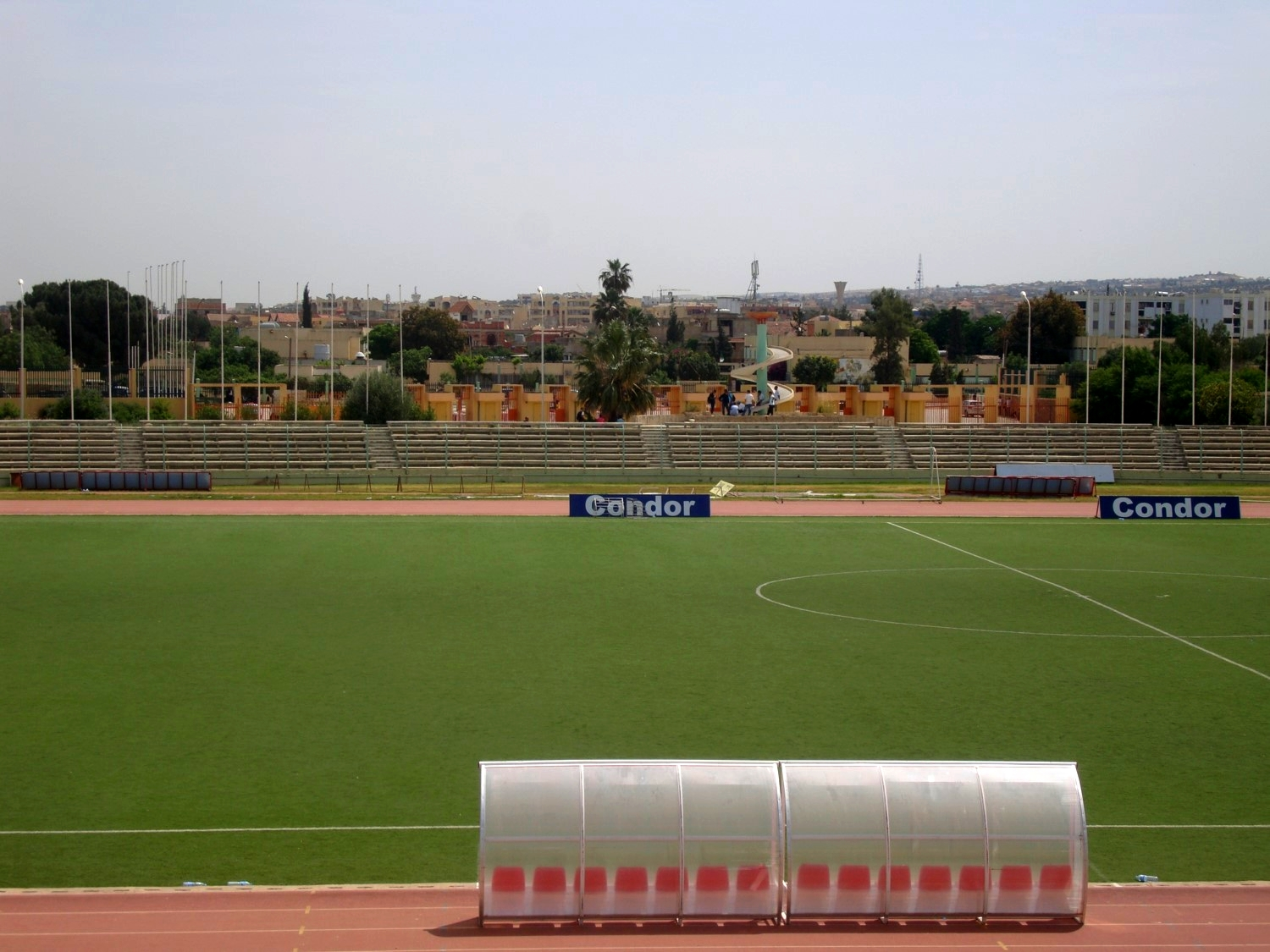
Pelouse du stade Boumezrag (2009)
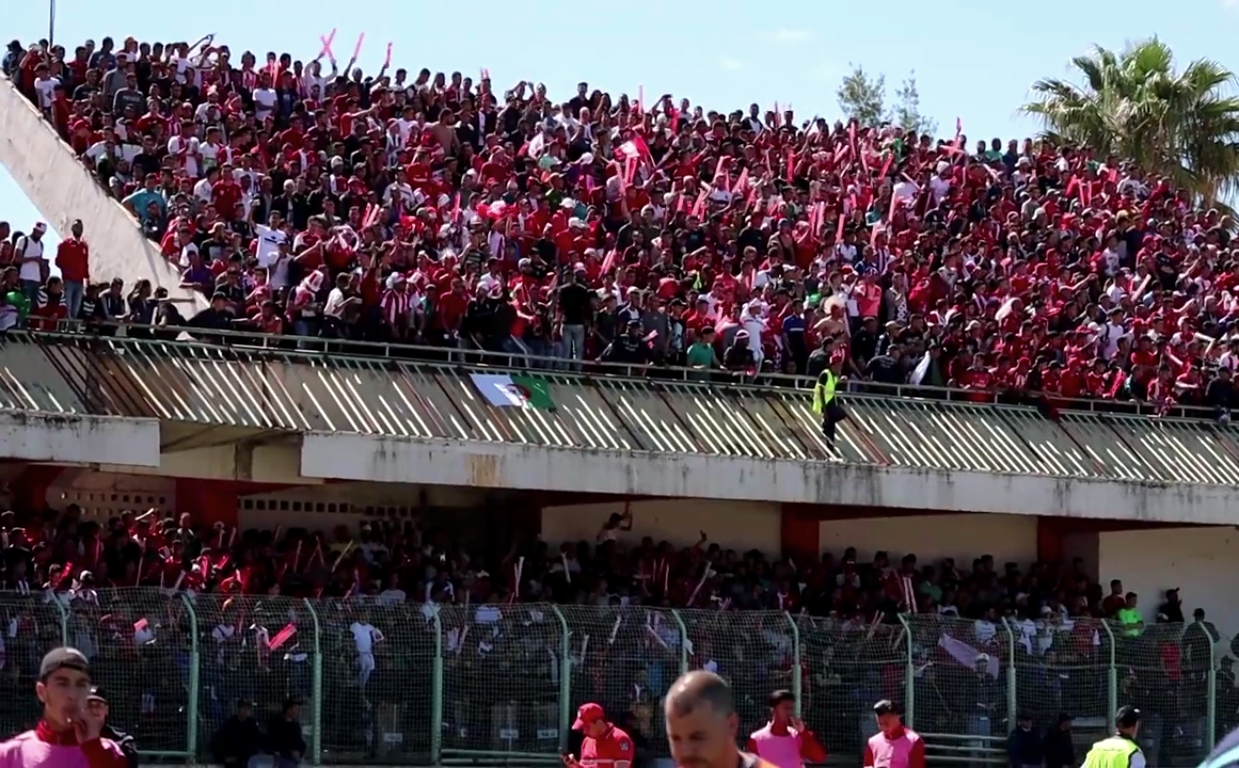
Tribunes Ouest Stade Boumezrag
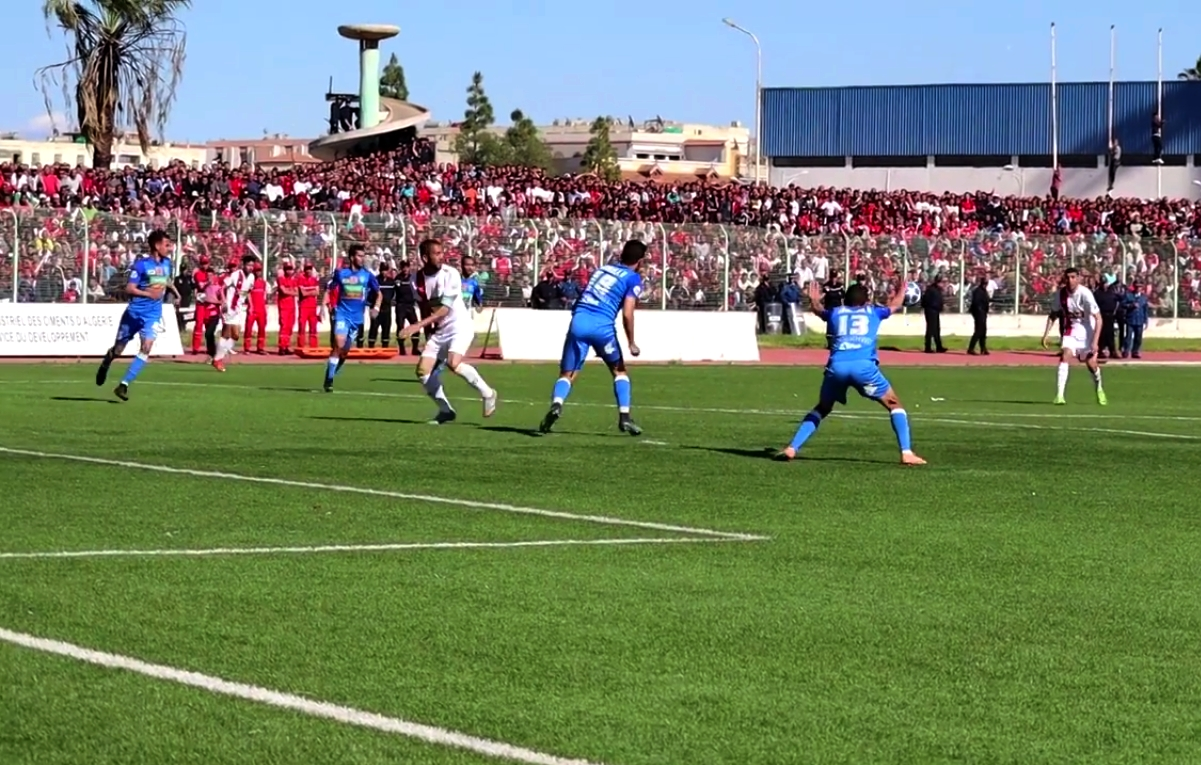
Match entre ASO Chlef et WA Tlemcen en 2019 au Stade Boumezrag
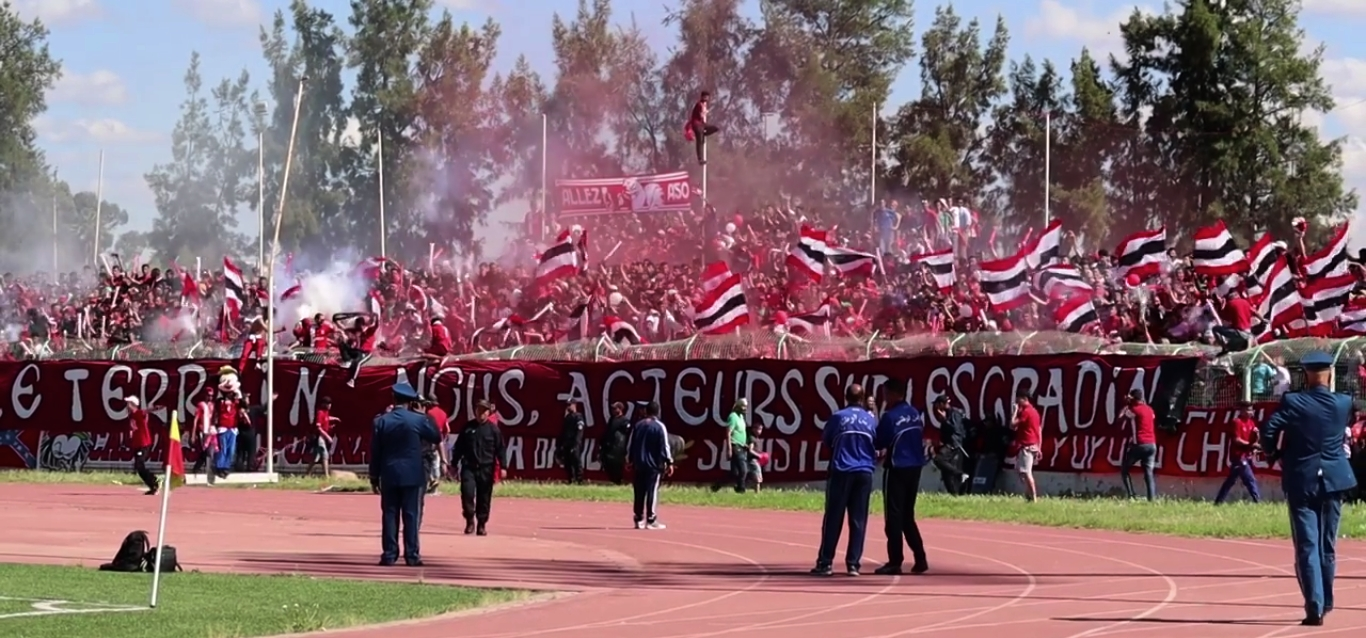
Virage sud au stade Boumezrag (2019)